# Hermann Daur
Albert Hermann Daur (né le 21 février 1870 à Stetten et mort le 21 février 1925 à Ötlingen) est un peintre et artiste graphique allemand.

## Biographie
Sa formation débute en 1885 à l'école de dessin Schieder de Bâle. En 1886, Hermann Daur commence à étudier à l'École des arts appliqués de Karlsruhe avec Franz Sales Meyer (de) et Max Laeuger. En 1888, il devient assistant à l'école d'horlogerie de Furtwangen (de). De 1891 à 1902 Daur étudie à l'école grand-ducale d'art de Karlsruhe avec Ernst Schurth (de), Robert Poetzelberger et Carlos Grethe (de). Après avoir suivi la classe de peinture avec Leopold von Kalckreuth et étudie dans la classe de graphisme avec Walter Conz, il termine ses études en 1902 en tant qu'élève maître de Hans Thoma. Pendant sa pause semestrielle, il séjourne plus souvent dans la colonie de peintres de Dachau (de) avec Adolf Hölzel. À partir de 1895, il y a des séjours annuels dans le village d'agriculteurs et de pêcheurs de Duhnen près de Cuxhaven, où il rencontre sa future épouse Margarete Boldt. Depuis 1906, Daur est un artiste indépendant à Ötlingen dans le sud du Bade. En 1909, il part en voyage d'étude en Engadine suisse.

## Œuvres
Daur est l'un des premiers membres de l'Union des artistes de Karlsruhe. Avant tout, il est considéré comme le peintre de sa patrie, le sud de la Forêt-Noire, en particulier le Wiesental (de) (sa « vallée natale »). Des motifs de la région du Rhin supérieur, du Markgräflerland et du Bohrertal à Horben trouve des représentations atmosphériques dans sa peinture. Les œuvres de Daur révèlent l'influence de la colonie de peintres de Grötzing (de) et de Hans Thoma. Ils montrent, comme ses portraits, des éléments stylistiques de l'Art Nouveau.

## Appréciation

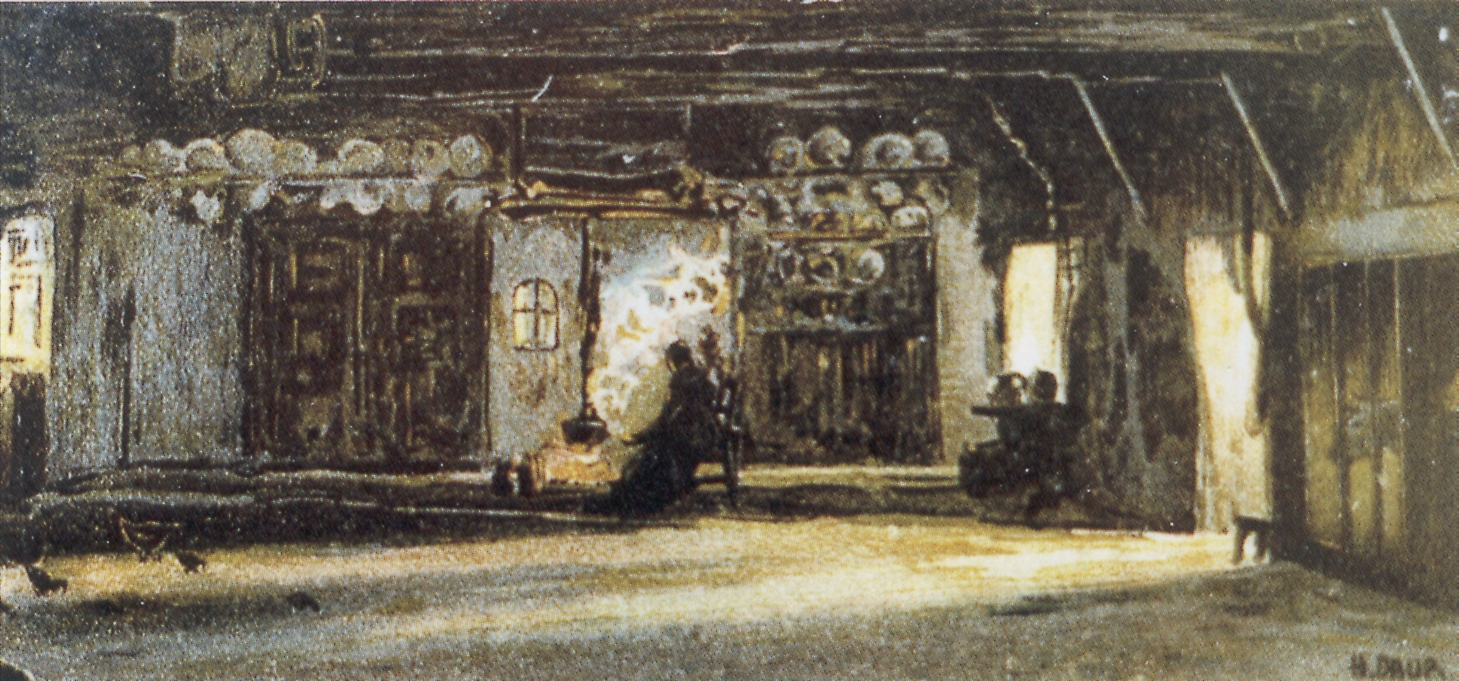
Tableau (1902) : Frelsdorf - Intérieur d'une ferme de Basse-Saxe

En son honneur, des chemins portent son nom à Duhnen près de Cuxhaven ainsi qu'à Binzen et Ötlingen. De plus, l'école primaire d'Ötlingen ainsi qu'une cabane et une fontaine sur le mont Tüllingen (de) portent son nom. En 2013, le Musée des Trois Pays et le Paul-Ibenthaler (de)-Haus Lörrach présentent une double exposition avec les titres "HERMANN DAUR - the Markgräfler Landscapes" au Dreiländermuseum et "ZEITWEIT Hermann Daur et Johannes Buchholz, Landschaftszeichnungen" au Paul-Ibenthaler-Haus Lörrach.